# Зороастризам
Зороастризам или заратустризам (перс. آيين زرتشت; изговор: A'in-e Zærtosht; транскрипција: Аине Зертошт) је религија заснована на учењима пророка Заратуштре, и важи за вероватно најстарију дуалистичку религију. Била је то доминантна религија у Персији до 7. века. Врхунац је доживела у доба Сасанидске династије. Такође се назива маздаизам, култ мудрости.

## Појам
Назив зороастризам изведен је из грчке верзије имена Заратустре, које гласи Зороастер. Ипак изговор Заратустра је далеко сличнији оригиналном изговору Зартушт који је реконструисала модерна оријенталистичка филологија.

## Историја

### Оснивање
Сматра се да је Заратустра живео око 1200. године п. н. е, највероватније на територији данашњег североистока Ирана. Његови следбеници се називају заратустранци.
У почетку, верски ауторитети оспоравали су Заратустрино учење, но када је Кир Велики основао Персијско царство у 6. веку п. н. е. заратустранство постаје званична државна религија, што је за последицу имало ширење вере са севера Индије према Грчкој и Египту. Персијско царство којим је владала династија Акеменида, створило је стабилну друштвену структуру са локалним владарима (сатрапи) и њиховим надлежностима, солидну комуникациону и трговинску мрежу и снажан систем државних закона. Персијанци су били толерантни према вери потчињених народа. Контакт Јевреја и заратустранаца вероватно је значајно утицао на јеврејска веровања везана за анђеле, ђаволе, васкрсење и страшни суд, па посредно и на ислам, и на хришћанство.

### Ахеменидско царство
Ахемениди су вероватно први владари који су се наметнули целој Персији после Заратустрине смрти, и већина њих су подредили своју владавину двема својствима која су део заратустранске поруке: то су ред, у правди човечјој од свега што је до тада виђено у античком свету и безмало догматска потврда важности истине спрам свих облика лажи. Религија Ахеменида, међутим, сачувала је и поприличан број одлика натуралистичког пантеона сазданог још у древној цивилизацији бакарног доба. Пошто се карактер заратустранске реформе огледао између осталог и у дематеријализовању обредних видова религије зарад искључиво духовног жртвовања, кад год би традиционална религија, тј. маздаизам, садржавала аспекте супротне тој етици, морали бисмо сматрати да се налазимо пред синкретизмом, који је мање или више апсорбовао зороастризам. Но његова самосвојност се откривала повремено, на довољно специфичан начин да не посумњамо у његов опстанак, мада ипак у окриљу других, свештенијих или народскијих облика религије.
Питање је да ли су Ахемениди и пре Ксеркса били зороастрејци у правом смислу речи јер се нису директно позивали на Заратустру. Кир и Дарије се помињу као изузетно племенити владари (племенитост душе) Заратустра је захтевао од Ашавана, служитеља божанског поретка, („несебичних бораца за мудрост и светлост Ахура Мазде“) што представља, ако је тачно, корениту промену у односу на дотадашњег типичног аутократског монарха, чија се снага изравнавала са снагом богова уз које би владар наводно боравио после смрти. У сваком случају сигурно је да је прекретница у то доба извршена према нешто хуманијем облику владавине, што можда може бити један од показатеља да је Заратустрино учење имало јаког утицаја међу Ахменидима.
Ахемениди су се често издвајали од осталих тадашњих народа прихватајући самилост и сличне особине као врлине којих се треба поносити. Такав став се уочава у њиховом поступању с пораженим непријатељима и према њиховим култовима. Наиме, Ахемениди су се одликовали толико неуобичајеном благошћу према непријатељима да су им се ови понекад и дивили. Такође су били били поборници дотад невиђене религијске трпељивости према култовима покорених народа.
Од првих Ахеменида па до краја сасанидске империје, тј. око 12 векова, главна религија Персије је ипак Маздаизам, (а значајни и други култови, као нпр. Митре и Анахите). Зерванизам, који је поставио Ахура Мазду и Ахримана у строги дуализам, се врло брзо наметнуо уз изворни зороастризам, тако да је понекад тешко извитоперавао његову космологију. У расправама око тога да ли ахеменидска религија може потпасти под Зороастризам са једне стране стоје они који су, са модерним Иранцима, истом националном славом објединили пророка древне Персије и славне владаре. Насупрот њима стоје стручњаци који се ограничавају само на авестијске текстове где нема ни речи о Ахеменидима, и у натписе које су ови оставили у којима нема никаквог помињања Заратустре. Одсуство пророковог имена је општеприхваћени аргумент против зороастризма Ахеменида мада по некима он уопште не доказује да су елементи његовог учења били сасвим непознати владарима.

### После Ахеменида
После слома Ахеменидске Персије, Зороастризам се одржао на свим просторима некадашњег царства, наравно уз појачани утицај хеленизма које су преносили Селеукиди. На западу, у Сирији и Палестини, под хеленским утицајем, створили су се магизеји, хеленизовани Маги који су имали утицај искључиво на подручја западно од Еуфрата, док се зороастризам очувао у свом исконском облику у Медији, Парсу и источним провинцијама. Зороастризам је у времену од 3. века п. н. е. до средине 2. века н. е. донекле утицао и на будизам у држави Кушана, али су, такође, зороастријске идеје посредством једног парћанског принца око 150. године не. стигле и у Кину.
Зороастризам и неомаздаизам у време Сасанида Иако су парћанске трупе поново биле бурно поздрављене под зидинама Антиохије, с Вологазом III. и Вологазом IV., треће паљење Ктесифона, парћанске престонице (а касније и Сасанидске) од Римљана (197), само је допринело феудалној анархији која је одвукла парћанску државу у пропаст. Када је Ардашир I. успоставио Сасанидску династију 224. п. н. е. и обновио персијску независност после 555. п. н. е, прогласио се за „краља краљева“ по узору на старе ахеменидске краљеве.
Али, за разлику од еклектицизма Ахеменида и толеранције Парћана, династија Сасанида коју је Ардашир основао по имену свог деде Сасана, настојала је да више од четири века одржава национализам привржен персијској прошлости, принуђен да централизује структуре једног феудалног краљевства и да пред ширењем универзалистичких и експанзионистичких религија: будизма, хришћанства, а ускоро и манихејства, наметне једну догматизовану религију. Маздаизам ће се тада склопити око свог најдрагоценијег језгра, зороастризма, чији ће култ једна грана Арсакида одржати у Јерменији све до 428. п. н. е. Више него икад потврђиваће се Сасаниди као „обожаваоци Мазде“, маздајасни, иако се религија коју ће кодификовати у моћну теократију разликује од изворног зороастризма колико и католичка инквизиција од Јеванђеља. У жељи да маздео-зороастријским предањима дају углед достојан стародревне славе Заратустрине, Ардашир је првосвештенику (мобаду) Тансару поверио не само догматизовање предања из Авесте, чије је обједињавање отпочео био Вологаз, него и упоредо писање скупа религијских закона.

#### Ардашир краљ краљева
"Кад је Ардашир, Краљ Краљева, Папаков син, обновио персијско царство, на једно једино место сабрао је све раштркане списе; а Хербед над хербедима, свети Тансар, човек који је савладао учење старих, дошао је и присајединио откривење Авести; и дајући то откривење целини, дао је тачну слику изворног сјаја Шапигановог блага“. То канонско одређење, које је наставио и његов син Шапур I., навело је Ардашира да догматски прогласи: „Од сада, сматраћемо да је противно Маздаистичкој вери свако излагање које не потиче из ње“. Ову непопустљивост налагао је притисак околних религија и пример њиховог особног теоцентризма. Ардашир је уз сваког покрајинског сатрапа поставио и једног верског старешину, а пробрана места расподелио магима, који ће постати строги мобади и хербеди сасанидске теократије; први су углавном постали свештеници Ватре, док ће други бити претежно задужени за наставу, тј. упознавање народа са свим аспектима зороастризма.
У ствари, краљевство се преустројавало кроз дуготрајан развој који је отпочео с Ахеменидима и наставио се с Парћанима, уз хеленистичке новине у области војске. Али успостављање државне „цркве“, углавном засноване на маздаистичко-зороастерском предању и стављене под канонски ауторитет Мобадан мобада или Великог свештеника, било је нешто сасвим ново у персијском синкретизму, који је опстао захваљујући парћанској толеранцији. По себи се разуме да је таква новина, чија је намена била да учврсти национално јединство простране земље која је до тад била отворена за све идеје, могла да се изгради само на крутом догматизму и на старој хијерархији чији се карактер заиста и одражава у сасанидским текстовима. На несрећу, о зороастризму се данас суди на основу строгог становишта неомаздаизма што га је прерадила и исправила месна теократија током те четворовековне владавине и безмало сталног сукобљавања с римским царством које је примило било хришћанство. Зороастризам до тада није знао за црквену ортодоксију, пошто је постојао упоредо са традиционалним маздаизмом и зерванизмом Мага, који су мало марили за то да љубоморно присвајају доктрину чија се гноза вековима простирала даље од оквира мањине задовољне побожном успоменом на свог Пророка и поштовањем древних сеоских предања.
Упркос знатном догматском отврдњавању, Шапур I. је још био толерантан. Изгледа да се чак у једном тренутку колебао између реформе што ју је хвалило негово свештенство и нове универзалистичке синкретистичке религије коју је проповедао аскета Мани (216—277), чувено Манихејство. У сваком случају, баш Шапуру I. дугујемо онај указ у којем већ само излагање показује да је одскора у Персији почела да расте нетрпељивост, пошто је издао наредбу да се „оставе на миру, без ометања слободног вршења њихових веровања у разним покрајинама Персије, маги, Јевреји, манихеји, хришћани и сви припадници било које вере“, што је последњи општи израз који обухвата како брахмане и будистичке калуђере, којих је тад било много у западној Персији, тако и гностичке и крститељске секте у Месопотамији. Шапурова толеранција, у узајамној вези са његовом наклоношћу према манихејству, још је налазила одјек у синкретистичком ставу његовог брата Пироза који је постао „велики краљ Кушана“ и који је, након што је на двор довео Манија, наставио да поштује Буду проглашавајући се, истовремено, за поклоника Ахура Мазде и следбеника Манија. Можда је нама такав Пирозов став чудан, али у оно доба био је доследан персијском верском осећају који је радо уздизао све облике побожности. При свему томе, под владавином Шапура I., Картир, врховни Маг који ће постати „Мобад Ормузда и целе Персије“, показиваће све већу догматску крутост. Иако од владара није испословао осуду не-маздаистичких религија, хвали се да је у свим крајевима које је поново освојила персијска војска успоставио храмове Ватре које су чувале заједнице мага: „У краљевству Персије, ујединио сам многе ватре и Маге. А такође и у земљама не-Персијанаца... тамо где су доспели били коњи и људи Краља краљева“. Поред светих ватри краља, по целој Персији било је ватри свештеника и ватри земљорадника. На Шапурову заповест, Картир је дао да се у Авесту уврсте одломци који су некад били раштркани, а откривали су занимање за медицину или астрономију.
Пошто је своје краљевство проширио све до Инда, повратио Бактрију и Согдијану, и на крају продро до веома хришћанске Антиохије, године 260. је близу Едесе, Шапур заробио цара Валеријана заједно са 70.000 легионара. Међу заробљеницима, хришћански војници могли су, упркос свему, да наставе да слободно упражњавају своју веру. Управо су они и увећали прве хришћанске заједнице у Персији. Шапур је умро 270, а његов син Хормизд владао је само годину дана. Тек после те кратке међувладе, која је такође била толерантна, Картирова теократија је, искоришћавајући слабост новог краља Бехрама I., успела да своју реформу уздигне у круту ортодоксију.
Узме ли се у обзир благонаклоност с којом је Мани био примљен код Шапура, и ширење његовог учења, он је био прва жртва Картирове инквизиције (277). Овим чином према мистику, чија је једина кривица била та што су његово понашање и порука били такмац владајућем свештенству, отпочело је доба нетрпељивости којим се Картир гордо хвали у натписима у Накш-и-Рустаму: „Ахриманова учења и демони нестали су из царства и учињени недостојним вере. Јевреји, самане (будистички калуђери), брахмани, назореји, хришћани, јогији и зандики (манихејци) потучени су у царству, а идоли су уништени, демонска гнезда растурена, а од њих су направљена станишта за богове“. Овај неумољиви став свештенства, међутим, ублажавала је политика државе, чији еклектицизам није могао да занемари велики број странаца. Нова престоница Персије, Ктесифон, била је толико космополитска да су у њој живели, осим Персијанаца и Арапа, Јермени, Индијци, Африканци, Кинези, Сиријци, Грци и Римљани. Тако је један сасанидски краљ, кога је његово свештенство позвало да строго поступа са хришћанима дао, показујући своју шаку, овај лепи одговор: „Длан је маздаистичка религија, али шта би длан био без прстију? Прсти су остале религије у Персији“. У ствари, не-маздаистичке заједнице никад нису биле дуго ометане и потпуно одбачене од свештенства, чија је строгост била супротна персијској традицији и економским интересима краљевства отвореног толиким разним народима.
Само је манихејство, настало у Персији, било превелики такмац персијској религији и аристократским структурама. Преобраћење цара Константина Великог у хришћанство довело је хришћане у Персији у незгодан положај, посебно за време владавине Шапура II. Хришћански поданици краља краљева, постали су јасно, сумњиви у очима власти. Поврх тога, Јерменија подељена између Рима и Персије на две различите зоне утицаја, западно и источно од Еуфрата, главним је делом прихватила хришћанство. Шапур II. лично изгледа није био непријатељски настројен према хришћанима, а источњачко предање износи чак да је свети Евгеније, вероватно, излечио једног од његових синова. Ако су хришћани били само толерисани све до владавине врло толерантног краља Јездегарда I., што сам већ описао, јасно је да се то није нимало допадало крутом и нетолерантном зороастријском свештенству. Осим тога, док су брахмани и будисти, због своје мирољубивости, били ретко узнемиравани, присталицама других религија често је замерано. Уживајући хиљадугодишњу благонаклоност, Јевреји, чији је Јездегард био зет, били су, опште узев, увек добро толерисани осим под краљем Пирозом (459—484), или онда када су два маздаистичка свештеника била жива одрана у једној јеврејској колонији у Исфахану. Иста одмазда чекала је и хришћане кад би опустошили храмове ватре. Сем тога, хришћанске распре, отпочете веома рано против маркионита, несторијанаца и многобројних гностика у Персији, пружао је исти пример као њихове свађе у римском царству. Те унутрашње борбе у хришћанској заједници већ су до 345. године проузроковале више жртава него што су их проузроковали римски прогони. Несторијанска црква, изопштена зато што је осуђивала обожавање Марије, у Персији је била заштићена, а као што сам већ описао, у V. веку је на синоду у Селеукији постала једина дозвољена хришћанска црква у сасанидској империји. Несторијанци су од тада играли активну улогу, обавештавајући сасанидског краља о Византији и приступајући персијској војсци да би се борили против својих истоверника који су припадали византијској цркви, према којој су гајили још само мржњу.
На крају, кад су византијски хришћански цареви Јустин и Јустинијан 527. установили смртну казну за све присталице неког дуалистичког учења, не увиђајући да тиме побијају и есенизам и изворно хришћанство, и да истовремено осуђују и хришћане-гностике, Јермене, Манихејце, и разуме се, зороастријце, видевши у свима њима само непријатељске догме, пошто је овим царевима дуализам изгледао као нешто суштински персијско, Персија ће за многе бити земља у којој ће наћи уточиште. После тога борба између Рима и Византије ће кренути правцем „светог рата“, који ће касније ислам наставити против Сасанида. Године 529,, Јустинијан је протерао филозофе-платонисте који су, пред фанатизмом, кренули истим путем којим и многобројни изгнаници из Грчке: у Персију. Ипак, поново је Јерменија, земља трагичне судбине, највише страдала због подељености између упада Хуна на северу и сучељавања са зороастријском Персијом и хришћанском Византијом. На концилу у Двину 506., Јерменија, која је још раније прихватила хришћанство, али је у њој одавно било места и за зороастризам и манихејство, пристала је уз монофизитизам и објавила верност антиохијског епископа Павла из Самостате (200—273) дуализму, што ју је учинило расколничком земљом како у очима Рима, тако и у очима Византије.
Јездегард II. пак, уз помоћ 700 мага, узалудно је покушавао да поново преобрати Јерменију. Под Пирозом и Кавадом I. сасанидску империју су потресали спољни ратови против Хуна Хефталита и унутрашње кризе коју су изазвали крупни феудалци и друштвено-религијски покрети који ће довести до Маздакове комунистичке побуне. Притиснута са свих страна, сасанидска теократија потражила је уточиште у теолошкој кристализацији којом је намеравала да спасе персијско друштво, уводећи у њега нечувено строге религијске и моралне законе. У овоме се Вендидад одређује као крути кодекс који, у погледу моралне дисциплине, нема више никакве везе са Заратустрином етиком, те се може рећи, не без разлога, да је „Вендидад зороастризам транспонован на тон мага“. Упињући се да спас нађе у духовном угледу великог пророка, сасанидска теократија је заправо наследила, осим гата и застарелих одломака (древних јашта), и синкретистичке доктрине настале у култовима у којима су маги указивали поштовање Митри и Зервану. Ови прилози, који допуњавају оне што се налазе у старим јаштима, настали су обједињавањем авестијске збирке у три наврата: први пут под Вологазом, средином I. века, потом оног које је наложио Ардашир и на крају под Шапуром II., око 309.30., у часу кад је концил у Никеји покушавао да утврди први хришћански канон. Пошто је коначно сређивање текстова поверио првосвештенику Атурпату, Шапур II. објављује: „Сад кад се права вера показала нашим очима на видљив начин, више нећу трпети лажне вере“. Овај световни и нетрпељиви став, оправдан у политичко-религијској равни, није био нимало налик смотрености коју је Заратустра показивао у својим патетичним питањима о разликовању добра и зла.
Сасанидска догматизација била је праћена сложеним скупом моралних закона који су судије и свештенике учинили свемоћнима у друштву. Неомаздаистички морал исказује се око две главне теме: око опседнутости чистоћом која је, после рођења, прво добро човеково, и око ширења живота Ахура Маздиних створења насупрот животу Ахриманових створења. Кроз све ово очигледно се, и на свим нивоима, пробија радикални дуализам мага који ће обележити цело друштво, природу и животне радње. Док је Заратустра разматрао, пре свега, чистоту савести суочавајући се са све јачим осећајем за етику, и поштовање живота као свеопшту вредност у природи, неомаздаизам, доносећи и законе о јавном здрављу, понекад тежи да до апсурда одреди шта је чисто а шта нечисто, све преко мучне материјализације религијског мишљења, против чега се пророк баш и био дигао. Тиме је свештенство направило строгу поделу животиња, на оне које су корисне човеку, које штити закон, и оне које су штетне или које се сматрају за такве, а које се прогоне и без милости убијају. Са становишта заратустранске етике, ово је срозавање на ниво практичног, друштвеног и произвољног морала. Од пророка и његове више и универзалистичке етике у Вендидаду је скрпљено озакоњење једног немилосрдног морала, законика често неразумног, а понекад и нечовечног.

### Доношење закона о добру и злу
Појмови добра и зла, које је Заратустра дефинисао као одразе космичке борбе која нас превазилази, али у којој наш морални и духовни избор свакодневно добија нови значај, овде су примењени само на мерила људског морала, фрагментарног и пролазног. Пошто предања нису забележила претходна доношења закона, често се помишља да је сасанидска империја била подстакнута на то да брзо озакони јавни морал примером који му је пружао јудаизам, који је у Персији одавно трајао уз друге религије. Истина, чак и ако су чисте и нечисте животиње различите у једној, односно другој религији, нека правила Јевреја била су блиска разврставању животиња какво је одредило сасанидско свештенство. Као пример, рећи ћу да се у Вендидаду за штетне животиње, или оне оцењене као штетне издвајају: инсекти, мишеви, змије, мачке, корњаче и жабе. Сасанидски законик не задовољава се императивима утилитарног морала, и изричито заповедајући систематско уништење штеточина, од тог чина прави врлину која увећава Ахурамаздино царство на рачун Ахримановог. То је изразито антропоцентрично виђење у којем човек који је починио тако тежак грех, као што је убиство видре, добија 10.000 удараца бичем, што се своди на смртну казну која се могла заменити високом новчаном глобом. Сем тога, осуђени је морао да искупи своју душу умилостивљујућим даровима и да, заузврат, убије безброј штеточина: 10.000 змија, 10.000 корњача, 10.000 жаба, 10000 мрава и 10.000 мува. Просто да човек не верује шта су радили ови грешни свештеници!!! По Вендидаду, мрав је рђав, али јеж је добар зато што зачепљује рупе и поравнава тло.

#### Увођење закона
На начин исто тако сулуд, материјално уживање толико је хваљено да од два човека, онај који је напунио трбух месом боље прима у себе добру мисао, што је, поново, потпуно супротно са Заратустриним неједењем меса. Опседнутост чистоћом вода и земљишта налагала је нечувене предострожности, како би се избегло да их не загади неки леш, пошто је мртвац заразан за сваког човека који му се приближи. Зато је обичај остављања мртваца на кулама да их тамо поједу птице грабљивице, постао опште распрострањен, док под Парћанима то још није био. Спаљивање је било забрањено исто као и покопавање. Због светог карактера елемента ватре изгубљена је из вида њена очисна моћ, која је у Европи коришћена да би се зауставиле епидемије куге. С друге стране, није све било претерано и негативно, и многи поступци којима се спречавало загађивање предухитрили су модерну екологију. У целој Персији, пас, чувар огњишта и стада, био је предмет поштовања, које се и дан-данас одржава у парсијском обреду. За убиство пса сасанидски је законик досуђивао кривцу страховите муке „за искупљење његове душе“. Слично томе, кажњавано је и медицинско убиство, у ком случају је била проверавана и стручност лекара. Јавни морал обухватао је, исто тако, превелик број осуда којима равних има само у табуима књиге левитске. Неумољива строгост Вендидада окомљује се на нечистоту породиље и жене која има менструацију, а чија је прљавштина највећа, исто као и прљавштина леша. Хомосексуалност је сузбијана у истој мери као и прекршај онога који леш спаљује или баца у воду. Ови злочини могли су бити кажњени смрћу на лицу места од сваког сведока, без судске одлуке. Можемо само да нагађамо какве су све злоупотребе лако произилазиле из таквих закона! Протекционистички морал медијске касте мага удружио се с аријевским патријархатом за којим је дошао маздаистичко-зороастерски pater familias да штити породицу, брак, па и полигамију коју су Индо-Европљани увели у моногамни преперсијски свет. Зороастризам ће се ипак трудити да увек буде моногаман, иако су обичаји допуштали полигамију феудалним властелинима и онима који су имали средстава да издржавају више жена, па и харем. Усвајање је било својски охрабривано, а побачај строго кажњаван. Као и свуда пре великих медицинских открића, живот деце био је врло угрожен, а у Персији су куга и колера остављале страховиту пустош, тако да је, изгледа, краљ сваке године давао награде онима који су имали највише деце.
Брижности да се заштити живот и опстанак породице, свете ћелије аријевског друштва, маги су додавали свој кастински расизам који их је приморавао да прибежиште траже у ендогамији, као што су Јевреји одржавали своју етничку чистоту осудом бракова са странкињама. Родоскврнуће и брак крвних сродника још су више узнемиравали маге. Хомосексуалност је била сузбијана, као и подстицање на неженство и нерађање, док је у Грчкој хомосексуалност као пракса била честа, упоредо са браком.
Пуританска строгост сасанидског законика често се показује као толико блиска пуританској строгости описаној у јеврејским законима да имамо права да се упитамо нису ли та два система моралне кодификације разрађена на истој основи мишљења, сродној у исти мах и свештеничким правилима касте Мага из Медије и унутрашњем законодавству које је сачињавало скелет племенског хебрејског друштва у непрестаном изгнанству. Упоређивањем Вендидада са књигом левитском и петом књигом Мојсијевом износи на видело узнемиравајуће сличне теме. Левитски закони о подели животиња, о очишћењу жене која се породила, о болестима власишта и другим болестима, о сексуалним нечистотама мушкарца и жене, о хомосексуалности, у сагласности су са законима неомаздаизма, што тешко може бити пука случајност. Било је успостављено довољно веза између Јевреја и Персијанаца да би се саздале идеолошке наклоности око пријатељстава склопљених током њиховог дуготрајног живљења једних уз друге. Може ли се из ових показатеља закључити да је постојао утицај озакоњеног јудаизма на приређивање сасанидског законика? Смотреније би било закључити да су се та два система слагала зато што су поводом многих ствари имала иста гледишта, али су се развијала различитим путевима.
Неколико је узрока изазвало преображај персијског еклектицизма из религиозне толеранције у то круто, законима спутано неомаздаистичко друштво сасанидске државе. После слома парћанског царства, до кога је дошло због истрошености, као и због ратова против Римског царства, тако и услед унутрашњег пуцања феудалних склопова, Сасаниди су својом националистичком реакцијом настојали да дејствују тамо где су Арсакиди омашили, тј. покушали су да Римском царству супротставе једну слично централизовану силу, достојну Даријеве организације. Требало је, с једне стране, умањити и усмерити према централној власти моћ крупних феудалаца који су држали праве правцате војске, а с друге стране, суочити се с тиме да су Персију, преко државне теократије, преплавиле моћне религије, какве су биле хришћанство, будизам и јудаизам. И тако, док под Ахеменидима и Парћанима Маги из Медије нису монополисали моћ култова, иако су створили моћно и поштовано братство, њихова свештеничка и наследна каста сасвим је природно постала ново краљевско свештенство са неумерено великим повластицама. Сасанидска "црква" изграђена је тада стапањем мага из Шиза, чија је главна религија била религија зерванизма оплођеног маздаистичко-зороастрејским синкретизмом, с хербадима или свештеницима ватре из Иштакара и Парса, код којих је преовлађивала зороастерска компонента. До тада, зороастризам у правом смислу речи везивао се уз породичне и сеоске склопове у којима је глава породице представљала патријархални ауторитет, играјући улогу свештеника и одржавајући домаћу ватру. У сасанидско доба, национална црква одобрила је себи монопол над новим обласним жртвеницима ватре, а свештеничка класа Мага приграбила је свештене повластице, док су у исто време мобади мало-помало преузели судску власт. У свим религијама, уједињење религијске и судске власти повукло је за собом најгрозније идеолошке диктатуре. Но породица ће, упркос свему, сачувати свети карактер који Парси одржавају и дан данас. Док је дух зороастерског предања и даље био чуван у окриљу сеоских породица, и док је изван Персије зороастерска гноза богатом духовношћу оплодила тајну великих религија, у самој се Персији нова озакоњена сасанидска религија дигла против духовних реформи, дубоких и нужних, у којима је неомаздаистичка теократија била неспособна да препозна последице драгоценог духовног пара. Рођени из најчистијег персијског духа, али разрађени у оригиналном облику прилагођеном новим околностима и такмачким страним религијама, манихејство и маздакизам настојаће да, после три века, обнове стару персијску веру. И један и други трагично су оманули али, док је манихејство своје идеје и плодове проширио чак до Кине и Европе, зерванизам мага на власти био је отров неомаздаизма, који је подривао зороастерски дух предузимљивости и оптимизма. Исто онако како је ово одступање од зороастризма оптерећивало фатализам јудео-хришћанских миленариста, зерванитски детерминизам убрзао је распад сасанидске државе и био истински смртни отров за древни дух маздаизма.

### Грчка доминација
Заратустранско царство је освајачким походима срушио Александар Македонски (334—330, п. н. е), којег су многи звали „Великим“ али је у очима заратустранаца био „Проклети“ јер је разорио величанствени град Персепољ и побио много заратустранских свештеника (маги).
Грчка доминација (хеленизам) потрајала је око 150 година, да би се, у 2. веку п. н. е, а за владавине нових снага, Партијанаца, древна традиција обновила. Они су поново изградили велики део старе Акеменидске империје, наставивши своју владавину до 3. века н. е. Партијанци су увећали број храмова у којима су извођени заратустрански обреди са светим пламеном (ватра је једно од седам божјих чуда). Такође су започели процес сакупљања свете усмене традиције у познати канон рукописа, који је назван Авеста.

### Сасанидско царство
У 3. веку, Сасаниди, који су дошли са југозапада, збацили су Партијанце на северу. Сасаниди су задобили подршку и покушали да легитимизиију своју побуну додворавањем заратустранцима преко ауторитета магија. Држава и религија биле су толико приближене да су постале „браћа рођена из исте утробе, никада раздвојена“. Но када су маги коначно добили званични легитимитет владара, свако супротстављање, или неслагање са њима, третирано је не само као јерес већ као велеиздаја. Но, ово се ново званично учење суштински разликовало од изворног, Заратустриног, и најћешће је називано Зурван (Време).
Изразито морална основа заратустранства ослабљена је, а период Сасанида у заратустранској је историји јединствен и по томе што за то доба има јасних података који сведоче о потискивању других вера. Период Сасанида био је величанствено доба раскоши током ког су изграђени многи велелепни храмови и палате.

### Пад Сасанидског царства
У овом поглављу о религији, остаје још само да објасним тужну судбину зороастрејаца након пада Сасанидског царства све до данас. Без тога, овај опис зороастризма био би незавршен и недоречен.
Мање захтевни и од манихејства и од зороастризма, хришћанство и ислам били су омиљенији. Пошто неомаздаизам, окамењен у својој догматичности, није испуњавао своју улогу друштвеног везива и пошто се по духу држао наслеђене касте Мага, чисти зороастрејци завукли су се у своје породичне и сеоске системе. Између та два света, света сасанидске цркве и света зороастерског предања, увукао се демократични дух ислама и послужио као нови друштвени цемент који је вероватно пристајао свим срединама. Од прва два века хиџре, заједно са већином персијских Јевреја и хришћана, у Мухамедову веру прешао је и поприличан број зороастрејаца, нарочито у градовима, не би ли се растеретио пореза. Зороастрејци у источним провинцијама, који су били најодбојнији према исламу, домогли су се у VIII. веку старих персијских испостава на Инду, на чијој су се западној обали настанили, у Сурату и у Бомбају, створивши блиставе трговачке колоније Парсија. У муслиманској Персији, Гебри, који су остали верни својој древној вери, повукли су се око Јазда, древног средишта религије у којем је некадашњи храм Ватре постао велика џамија, и у покрајине Керман и Фарс (Парс), тј. на територију старе Персије у строгом смислу, одакле су у XIII. и XVII. веку две мале скупине исељеника кренуле према својим истоверницима у Индији. Покрајина Фарс, или Парс, је била на гласу по ружној есенцији, чије је екстраховање настало из занимања старих Персијанаца за мирисе, и из великог учешћа мириса, цвећа и биљака у зороастерским церемонијама.
После жестоких полемика у IX. и X. веку, написаних с циљем да одбране своју веру од нових „откривењских“ и победничких религија хришћана и муслимана, Гебри су се повукли у уздржаност, представљајући се као људи „Књиге“, а Авеста, попут Библије или Курана, била им је света књига Заратустриних откровења. Не морајући више да је бране на духовној равни, Гебри су се ограничили на затворену средину једног домаћег и породичног култа, а неке породице су наследно одржавале локално свештенство у неколико храмова Ватре. У III. и IV. веку хиџре, арапски историчари и географи још су говорили о храмовима ватре на које су наилазили у многобројним градовима Персије. Данас их је остало свега три у Техерану, четири у Керману, један у Ширазу и око двадесет два у Јазду и околини.

#### Прихватање Ислама
Доласком на власт династије Сасанида, 228. године, зороастризам је постао државна религија у Ирану тј. другом персијском царству, мада је још за време династије Ахеменида био широко раширен. Био је значајно заступљен у прехришћанској Арменији, а до шестог века се раширио на северни део Кине. Након потпадања Сасанида под Арапе у седмом веку, зороастристима није ни на који начин ускраћено право на слободу вероисповести, осим што им је прописан посебан порез, већи од онога који су плаћали Муслимани, што је била уобичајена политика исламских освајача према вероисповестима освојених земаља. Ипак, временом је, прво у градовима, а затим и по селима, становништво почело да полако прихвата ислам. Део становништва који је пред исламским освајањима уточиште потражио у Индији, касније знани као Парси, хинду краљ Јадав Рана је прихватио под условима да одустану од својих мисионарских делатности и да се венчавају само међу собом. Парси се и дан данас, више од миленијума после овог догађаја придржавају ових завета.

#### Зороастрејци и Парси
Зороастризам се трудио да под исламом очува фолклорни карактер и друштвени став у којем је преовлађивала примерна моралност која им служи на част. Пошто је њихов број био бескрајно мали у односу на муслиманску масу, чији су презир често осећали, ови далеки ученици Заратустрини затворили су своју религију у ограде домаћег култа, али, напољу, показивали су се као вредни и крајње поштени радници. И дан данас, под садашњом иранском теократском владом ствари би се вероватно повољно одвијале за представнике једне од најстаријих религија света. Од пре неколико деценија ирански зороастрејци су у најтешњој вези са Парсима из Индије, с којима деле богослужење које је, уз неколико изузетака, веома слично код једних и код других. У обе заједнице мртви се и даље остављају на торњевима тишине а церемоније навђоте, неке врсте првог причешћа младог зороастрејца, ком се око паса ставља вунена трака (кусти), и брака, разликују се само по употреби санскрита или пазенда у Индији, односно персијског у Ирану. Док се заратуштији углавном баве земљорадњом, верни Заратустриним поукама, а млади прижељкују административна занимања или завидне друштвене положаје, дотле Парси користе свој предузимљиви дух у трговини, индустрији и банкарству, чији су пионири у Индији били. Исто онако као што је током векова ислам оставио извесног трага на њиховим сродницима у Ирану, тако су Парси од XIX. века били под јаким утицајем британске културе енглеске Индије, од које су сачували извесни пуританизам. Услед веће слободе које имају и финансијских средстава које заратуштије у Ирану нису имале, Парси су од почетка развили прилично обимну књижевну делатност, како би могли да учествују у радовима европских научника на проучавању Авесте.
Наравно, неки аутори су приметили да се код преосталих зороастрејаца не може наћи верни одраз Заратустриног учења – и то баш због неомаздаистичких одступања и муслиманских и индијских утицаја и на једну и на другу заједницу – али ипак ти зороастрејци представљају живе и морално примерне сведоке постојања велике религије старога Пророка. Сачували су пуну убеђеност у толеранцију њихове вере, што је врлина о којој сведочи њихова историја. Та толеранција потиче од идеје да циљ никад не оправдава подмукла или сурова средства. Што се њиховог милосрђа тиче, језуити су још пре више векова приметили да оно нимало не заостаје за хришћанским. Око сваког парсијског центра постоје зграде које одржавају верници, а намењене су намиривању потреба сиромашних. У данашње време, у Индији и у Ирану, заједнице издржавају путничка свратишта од педесетак постеља у којима заратуштије или Парси могу бесплатно да одседну две недеље. У Бомбају постоји теолошки факултет у који ирански студенти долазе на редовне студије. Техеранска заједница држи богату библиотеку, а више иранских ерудита сарађује у раду Културног друштва старе Персије. Процењује се да данас у свету има 30.000 зороастрејаца у Ирану, 150.000 у Индији и Пакистану, 50.000 у Европи и САД, а постоји и мали број у Јужној Африци, Јапану и на Тајвану. Свештенство се регрутује из породица свештеника чији се свештенички позив ослања, у исти мах, и на древни аријевски патријархат и на наследну касту Мага чији је главни Маг под Сасанидима постао Мобад Мобада, а данас га још представља само Дастур Дастура (Мобади Мобадан у Ирану). У Ирану, после много векова муслиманске власти, повучена у себе или прогнана у индијску средину, зороастерска заједница често подсећа на „јеврејску дијаспору“ и у области религије код ње тек почиње да се испољава извесно отварање према спољном свету. Као вера која истрајава хиљадама година, зороастризам је успео да се очува у релативно непромењеном облику, али ако зороастрејци хоће да сачувају своју религију, нема им друге него да се широм отворе према свету и да покушају да буду признати у својој сопственој земљи, Ирану.

### Муслиманска доминација
У 7. веку, Иран су напали муслимани чиме је историјски период заратустранског царства, који је трајао 1200 година, окончан. Последњи заратустрански краљ, Јаздегрид III, убијен је 652. године. Муслиманска владавина успостављана је поступно, потпомогнута и тиме што су новоуведени порези били нижи од оних за време сасанидске власти. Учење ислама се, такође, на први поглед доимало једноставним и чинило се да није у конфронтацији са заратустранским монотеизмом. Но, намети су расли, арапски је наметнут као језик нације, а ислам је бивао све сумњичавији према заратустранским начинима обожавања. Заратустранци су проглашени идолопоклоницима, због чега су били изложени све јачем притиску.
Процес заратустранске емиграције почео је у 10. веку, када је велики број заратустранаца пронашао уточиште у Индији, где су били познати под именом Парси, тј. „Персијанци“. Званични датум њиховог доласка на западну обалу Индије је 937. година, но током наредних 700 година о њима се готово ништа не зна.
Муслиманско угњетавање заратустранаца је расло, и премда је сам Иран претрпео две велике инвазије, прву од селџучких Турака у 11. веку, а другу од Монгола у 16. веку, оба освајача су се приклонила исламу. Покољ и прогон заратустранаца није јењавао, те су се они, трагајући за уточиштем, из великих градова повлачили ка пустињским градовима Јазд и Керман, као и у околна села.
За време династије Кајара, која је владала од 1796. до 1925. године, закон је заратустранске вернике ретко узимао у заштиту, џизја, порез на гласачко право, драстично је повећан, ускраћено им је право на путовање, понижавани су и приморавани да носе небојену одећу, нису смели да носе затегнуте турбане, и морали су сићи с коња у присуству муслимана.
Многи су избегли у Индију, где су били познати као Парси (Персијанци). Многи су се временом приклонили исламу. Ипак треба нагласити да су многи издржали тиранију и очували сопствену веру.

### Маздакити
Подржаван од стране сеоског племства и сељака, Маздак је стао на страну старијег Кавадовог сина, Кавуса, који је био маздакит, а био је против избора другорођеног Хозроја за будућег краља. Чим су утврдили да је Кавад стао на страну моћне већине у држави, маздакити су убрзали догађаје. Као што су се раније били дочепали пореске ризнице, тако су сад опљачкали замкове и поделили земљу сељацима. Маздакити су тако заборавили да за Заратустру циљ није оправдавао средства. Као и у свакој насилној револуцији, разулареност је уништила сеоско становништво, сасанидски морал је био смрвљен, а отпочеле су и отмице жена које су одмах стављане на заједничко располагање. Једно подмукло лукавство омогућило је Каваду и Хозроју да сврше са Маздакитима. Позвавши их на екуменски договор са маздаистима и хришћанима, измешали су доктрине и све их на тај начин побили. Маздака такође, на дан Митриног празника(529.). Оставши без старешине и организације, маздакити су се све до ислама потајно одржали у планинама на северу. Пошто је подразумевао како полигамију, тако и полиандрију, маздакитски сексуални колективизам само је љутио муслимански патријархат. У VIII. веку, побуне неомаздакитских „Црвених“ још су избијале у Медији, Хирканији и Хорасану против калифата Харуна ел Рашида и Ал-Мамуна. Године 837, Багдадски емир протерао је последње маздакитске заједнице из Медије све до византијске територије.

### Владавина Хозроја и препород Персије
Блиставе владавине двојице Хозроја, материјални препород Персије током VI. века, војни успеси на истоку и западу, створили су мишљење да је њихова религија могла оставити трага у историји запада, будући да је неомаздаистичка теократија постала непопустљива баш под овим владарима. У име Заратустре, као други у име Христа или Мухамеда, она се окомила против страних религија изван земље, и против маздаикита који су, као и манихејци, својом жудњом за слободом и друштвеном правдом, показивали власти нечовечност њених институција. Груби и нагли прелазак маздаистичке Персије у ислам, брисање граница између те две религије сасвим различитог порекла, замаглили су историју тако да смо у првој видели природан наставак „зороастризма“, иако краљевска неомаздаистичка теократија, и поред тога што је преузела неке елементе од древне пророкове религије, више није имала ничег заједничког с њеним истинским изражавањем које се често одржало у сеоским срединама и у покрајинама на истоку. Окамењена у својим застарелим склоповима, сасанидска религија више није била у стању да постигне друштвено-духовни развој који је захтевао зороастријско преображење. Неомаздаизам је живео своје последње дане, и ускоро ће га збрисати духовни пророчки дах чију опасност нико није ни наслућивао: ислам арапских бедуина.
Пред отврдлим религијским менталитетом и политичком влашћу коју су династички злочини и жеђ за ратовањем учинили склоном да даје за право религијама које су раније биле осуђиване, крепка је вера зороастрејаца, једноставна и полетна, запала после Хозроја I. у највећи скептицизам. Чини се да су најтврђи текстови неомаздаизма присаједињени Авести тек под владавином Хозроја I. Сумирајући персијску религију из сасанидског периода, може се са приличном сигурношћу рећи да је сасанидско краљевство имало особени религијски карактер који је веома мало био зороастерски. Наравно, потоње религијско предање настојало је да што је могућно више избрише трагове тог не-зороастерског карактера. Дуготрајна потчињеност опсталог зороастризма у исламизованој Персији, као и изгнанство великог броја његових посвећеника у Индију почев од VIII. века, допринели су томе да се сасанидско доба слави као блистава страница зороастерске историје, иако је неомаздаизам често био побијање истинског зороастерског духа.
Не успевши да изведе преображаје неопходне за еволуцију, што је захтевала Заратустрина етика, маздаистичка Персија живела је таква каква је била. Узроци пропасти Сасанидске Персије били су дубоки, метафизички и психолошки, а менталитет обичних људи био је подривен зерванитским фатализмом. Друштвеном распаду и побунама сатрапа придружила се све већа нетрпељивост свештенства, све завидљивијег због такмаштва живљих религија, свештенства које се супротстављало моћним удружењима занатлија чији је рад „загађивао чисте елементе“. Окамењено у својим повластицама наслеђеним од касте Мага, неомаздаистичко свештенство, као некадашње католичко, подржавало је моћнике и толерисало неправду и неједнакост. Одступања од изворног Заратустриног учења више се нису рачунала, и под утицајем традиционалног маздаизма, мало-помало ће преовладати застарели и култни елементи (митологија, хаома, приношење жртава, тешки обреди), док је пророк баш и покренуо био своју реформу против тих одлика старе аријевске религије. Исто онако као што је оно најбоље у зороастерској гнози имало користи од духа егзотичних религија, тако ће се између истинске зороастерске мисли и новога ислама извршити права осмоза. Друштвеном и политичком распаду придодали су се знаци који су најављивали стварну апокалиптичку катастрофу: прираштаји Тигриса с плављењем леве обале довели су, на дугу стазу гледано, до пропасти Ктесифона у корист Багдада. Пуцање брана и канала пореметило је земљорадњу. Исто онако као што је Луј XIV., презирањем Фронде утро пут револуцији, тако је Хозроје, упркос владавини која је обиловала ласкавим победама и културним прегнућима, убрзао пад Персије тиме што је одбио да поведе рачуна о дубоким потребама народа и што је персијску религијску мисао, традиционално синкретистичку и толерантну, затворио у грађански и религијски законик, несумњиво јуридистички знаменит, али хладан и нечовечан. Кад су у Персију продрли први муслимани, поборници једнакости и правде за све, универзализам бедуинског исламског мишљења сместа је допро до природне жеђи за слободом која је више одговарала основама персијског менталитета. Супротно томе, становништво на истоку, у Хорасану, Бактрији и Согдијани, које се држало традиционалнијег зороастризма, дуго се одупирало завојевачу и наглом упаду његове религије коју је сматрало туђинском, и толико обележило његову религијску мисао да већ од VIII. века примећујемо праву провалу зороастријских тема у абасидски ислам.

### Абасиди и Омајади
Од самог почетка окупације Арапи су умели да покажу толеранцију, поготово према присталицама „откривењских“ религија, тј. религија које су имале пророчку књигу сличну Библији, а Авеста је сматрана за књигу пророчког откривења. Хришћани, Јевреји и маздао-зороастријци, звани Гебри, морали су да плаћају малу главарину. Многи су се преобратили на ислам да би плаћали мањи порез, али и зато што су вера и универзализам ислама испуњавали природну побожност многобројних Персијанаца, чија је религиозност била опала због неомаздаистичке теократије. Моћ и утицај зороастризма уочава се када су присталице Алија, Мухамедановог зета, повукле разлику између персијанизованих Абасида и Омајада. Омајади су се половином VIII. века сударили са побуном првих Абасида у већином зороастерској провинцији Хорасан. У тој покрајини, муслимани су брзо обликовали своју веру око чисто персијских дуалистичких тема. Отпор који је трајао два века окончао се победом персијанизованих Абасида, а против Арапа у строгом смислу. Само један век после исламске победе, муслимански митолошки знаци већ су у тесној вези са зороастерским есхатолошким утицајима.
Персијанци су веровали да у Абу-Муслиму, народном јунаку и вођи антиарапског устанка, виде обнављача краљевства, те су га поистовећивали са извесним Ошедермом чији су долазак Маги очекивали као долазак Заратустриног потомка. Али године 757., заузеће Табаристана (западна Персија) симболизоваће пад последњег упоришта маздаистичко-зороастерске Персије, што је од 766. изазвало прва емигрирања према Индији (Парси). За само 150 година ислам се у додиру са Персијом расцепио у два огранка, и док су Омајади однели плодове персијско-муслиманске цивилизације далеко на запад, Абасиди су на лицу места изнедрили онај већма персијанизовани ислам из којег ће проистећи шиизам. Практично, може се рећи да је шиизам персијски облик ислама, пошто изворни ислам није у потпуности одговарао персијском духу и обичајима.

### Савремени период
Током 20. века се поправио статус заратустранаца у Ирану. Године 1882, укинут је порез на гласачко право и створени су услови за школовање заратустранаца, као и за њихов приступ здравственим услугама. 1906. године, основан је парламент у који је ушао и један заратустранац. 1909. године, све мањине добиле су свог представника у влади, што је укључило и заратустранског представника, чије име је било Кај Косров Шахрок. Када је парламент збацио са престола последњег кајарског монарха и поставио премијера под именом Реза Шах Пахлави (владао од 1925-1941), положај заратустранаца значајно се побољшао. Њихов статус проглашен је националним питањем и били су препознати као потомци изворних становника Ирана. Следећи Пахлави Шах, Мухамед Реза (владао од 1941-1979), наставио је у истом смеру, те је заратустранац постао чак заменик премијера, а остали су долазили на високе друштвене функције и професионалне положаје.
Када је Ајатолах Хомеини преузео власт 1979. године и успоставио нову исламску републику, права заратустранаца поново су умањена законом, те је почео нови талас исељавања, нарочито у Велику Британију, Аустралију, Канаду и Сједињене Америчке Државе.
У Индији, парсијска религија се развила у два основна правца: унутар првог, грађени су храмови као замена за дом који је центар обожавања и спроведена је реформа која је имала за циљ да религију учини кохерентном са модерним начином размишљања. У оквиру другог правца учињен је покушај да се створи нека врста теософије, езотеричне мудрости која се назива Илм-и Кшном („Пут Знања“), уз тврдњу да овај правац чува древну мудрост поверену тајном низу заратустранских учитеља.

## Учење
Заратустрино учење ослањало се на Веде, нарочито на индијску Рг веду.

### Мудри Господ
За разлику од Веда и браманске религије, Заратустра је тврдио да је Бога видео, и да га је лично Бог подучавао. Он Бога назива Ахура Мазда, мудри господар или господ мудрости. Његово учење сачувано је у 17 химни, пронађених у литургијском формату који се назива Јасна. Једна од њих пита:
„Ко је створио путање сунца и звезда? Кроз кога месец сија и бледи? Ко подупире земљу и спречава да се небо сруши? Кроз кога постоји зора, подне и вече?" (Јасна 44. 3-6).
Заратустра одговара да је то отац поретка, Ахура Мазда. Но, ко је онда створио зло и хаос?

### Сукоб добра и зла
Заратустра је живео у доба великих ратова и веровао је да је ратно стање на земљи одраз небеског рата: постоји, поред Ахура Мазде, и створитељ зла и деструкције, кога је називао Ангра Маињу, познат као Ахриман на пахлавију, језику Сасанидског царства којим је написан највећи део заратустранских списа.
Присуство вечитог сукоба измеду Ахура Мазде и Ангра Маиње његово учење чини примером дуализма. Људи су највеће поприште овог космичког сукоба, и имају моћ да (уз помоћ Доброг Господа) надвладају зло. Заратустранство је оптимистична вера, будући да су људи способни да себе избаве, а зло превазиђу. Снажно наглашавање личне одговорности представља важну одлику заратустранства.

### Време
Спекулације о суштини времена започеле су под утицајем старих Грка, и из њих је проистекло веровање да је време извор свег појављивања и постојања, укључујући Бога и Ђавола (Ахура Мазду и Ангра Маињу). Време (зурван) је непокретни покретач, будући да се само не креће, а ипак управља свиме.

## Обреди
Церемонијом поновног рођења (naujote), деца се уводе у веру када су довољно одрасла да самостално одлучују, те да понесу свету белу кошуљу и траку од јагњеће вуне око појаса.